# Waelder
Waelder est une ville située dans le comté de Gonzales, dans l’État du Texas aux États-Unis.
Elle compte 1 065 habitants lors du recensement de 2010.

## Source
- (en) Cet article est partiellement ou en totalité issu de l’article de Wikipédia en anglais intitulé « Waelder, Texas » (voir la liste des auteurs).